# Elow Kihlgren
Elow Johannes Kihlgren (Grundsunda, 13 febbraio 1887 – Genova, 16 gennaio 1974) è stato un diplomatico e imprenditore svedese.
Il suo nome è inserito fra quelli dei Giusti tra le nazioni.

## Biografia
Dopo essersi laureato con lode in Economia e Commercio all'Università di Stoccolma, ottenne una borsa di studio per Londra, Parigi, Marsiglia e Genova. In Francia conobbe la futura moglie Sigrid Sylvander, appartenente ad una famiglia di grandi armatori basati a Marsiglia.
Terminati gli studi, Kihlgren fu nominato console generale svedese a Genova, con mandato sul Nord e Centro Italia. Nel capoluogo ligure fondò le filiali italiane della società del suocero e delle principali aziende svedesi quali la Ericsson (telefonia), la Electrolux (elettrodomestici), l'Archimedes (motori marini).
Durante la seconda guerra mondiale, fatta riparare la famiglia a Stoccolma, Kihlgren si avvalse della propria posizione di diplomatico per salvare la vita di numerosi piloti alleati, organizzando la loro fuga verso la Svizzera, da dove tornavano in Inghilterra per riprendere servizio. Nello stesso periodo organizzò la fuga in Svizzera di diverse famiglie ebree, attività che in alcuni casi lo vide collaborare con l'arcivescovo Pietro Boetto e con don Francesco Repetto, genovese, altro Giusto fra le Nazioni.
Nell'aprile del '44 fu arrestato dalla Gestapo con l'accusa di aver prestato aiuto ai piloti alleati e a famiglie di ebrei. Kihlgren non negò le accuse, rifiutandosi però di fare nomi e di rivelare i dettagli del suo operato. Nonostante l'immunità diplomatica, i tedeschi imprigionarono Kihlgren nelle cantine della Casa dello Studente, sede genovese della Gestapo. Dopo un periodo di reclusione, Kihlgren fu espulso dall'Italia per ordine dei tedeschi e fu richiamato in Svezia. Solo a guerra finita tornò in Italia, riprendendo il suo posto di console a Genova, città nella quale rimase fino alla sua morte, nel 1974.
Il 20 settembre 2001 la "Commissione per la designazione dei Giusti" istituita a Gerusalemme dallo Yad Vashem, l'ente preposto alla "Memoria degli eroi e dei martiri dell'Olocausto", decise di conferirgli alla memoria il titolo e la medaglia di "Giusto fra le Nazioni". Il nome di Kihlgren è stato quindi inciso sulla Stele d'onore nel Giardino dei Giusti presso lo Yad Vashem a Gerusalemme.